# Моррис, Фил (актёр)
Фил Мо́ррис (англ. Phil Morris; род. 4 апреля 1959, Айова-Сити, Айова) — американский актёр кино, телевидения и озвучивания (примечателен глубоким ровным голосом). За свою карьеру сыграл роли (озвучил персонажей) в примерно 220 фильмах, сериалах, мультфильмах и компьютерных играх. Наиболее запомнился зрителю исполнением ролей в таких известных сериалах как «Сайнфелд», «Тайны Смолвиля», «Роковой патруль»; Моррис часто появлялся во второстепенных ролях в фильмах и сериалах франшизы «Звёздный путь».

## Биография
Филлип Моррис родился 4 апреля 1959 года в городе Айова-Сити (штат Айова, США). Отец — известный телевизионный актёр Грег Моррис (1933—1996), мать — малоизвестная телевизионная актриса Ли Моррис (1935—2016). Старшая сестра — Иона Моррис (род. 1957), также актриса кино, телевидения и озвучивания; младшая сестра — Линда Моррис (fl. 1990—2010; род. 1962), стала малоизвестным продюсером и сценаристом, певицей.
Рос в городе Беверли-Хиллз (штат Калифорния).
Моррис профессионально занимается китайским боевым искусством вин-чун.
Актёрская карьера Морриса началась в возрасте семи лет, когда он исполнил небольшую роль в одном эпизоде только что запущенного сериала «Звёздный путь». Однако ребёнком-актёром он не стал: в 1974—1976 годах (юноше было 15—17 лет) выступил второстепенным актёром озвучивания в трёх мультфильмах, а затем в возрасте 21 года стал довольно регулярно исполнять роли в телесериалах. Впервые на широком экране Моррис появился в 1984 году — в фильме «Звёздный путь 3: В поисках Спока».
Личная жизнь
24 сентября 1983 года Моррис женился на дизайнере по имени Карла Гиттелсон. У пары двое детей.

## Фильмография

### Роли «вживую»: широкий экран и «сразу-на-видео»
- 1984 — Звёздный путь 3: В поисках Спока / Star Trek III: The Search for Spock — стажёр Фостер
- 1996 — Подарок на Рождество / Jingle All the Way — Гейл Форс
- 1997 — Плутовство / Wag the Dog — второй пилот
- 1998 — Дьявол во плоти[англ.] / Devil in the Flesh — детектив Джо Розалес
- 1998 — Мишени[англ.] / Clay Pigeons — агент Рейнард
- 2000 — Третья отсидка[англ.] / 3 Strikes — мистер Либовиц
- 2006 — Мерзкий тип[англ.] / Abominable — МакБрайд, помощник шерифа
- 2006 — Стильные штучки / Bottoms Up — Пип Уинго, ведущий новостей
- 2008 — Знакомство со спартанцами / Meet the Spartans — посланник
- 2009 — Чёрный динамит / Black Dynamite — Сахид

### Роли «вживую»: телевидение
- 1966 — Звёздный путь / Star Trek — мальчик — армейский шлем (в эпизоде Miri; в титрах не указан)
- 1980 — Вегас[англ.] / Vegas — Тейт (в эпизоде Lost Monday[англ.])
- 1983 — Супруги Харт / Hart to Hart — Ти. Ди. (в эпизоде Hunted Harts[англ.])
- 1984 — Отель / Hotel — Кен Фостер (в эпизоде Encores)
- 1985 — Братья[англ.] / Brothers — Бобо (в эпизоде A Greasepaint Smile)
- 1985 — Вебстер[англ.] / Webster — Кальвин (в 2 эпизодах[англ.])
- 1986 — Рыцарь дорог / Knight Rider — лейтенант (в эпизоде Knight Flight to Freedom[англ.])
- 1986 — Молодые и дерзкие / The Young and the Restless — Тайрон Джексон (в 13 эпизодах)
- 1986—1988 — ? / It's a Living — Джейсон (в 4 эпизодах)
- 1987—1988 — Поместье Марблхед[англ.] / Marblehead Manor — Джерри Стоктон (в 24 эпизодах)
- 1988 — 227 / 227 — Даррен Монтань (в эпизоде The Butler Did It[англ.])
- 1988 — Весёлая компания / Cheers — истребитель #2 (в эпизоде Bar Wars[англ.])
- 1988—1990 — Миссия невыполнима / Mission: Impossible — Грант Кольер, инженер-компьютерщик (в 35 эпизодах)
- 1993 — Она написала убийство / Murder, She Wrote — Дэвид Солт (в эпизоде A Virtual Murder[англ.])
- 1993 — Принц из Беверли-Хиллз / The Fresh Prince of Bel-Air — профессор Скотт Бёртон (в эпизоде Take My Cousin… Please[англ.])
- 1994 — Мир Дейва[англ.] / Dave's World — Тони (в эпизоде Saved by Estelle)
- 1995 — Сопровождающий / Pointman — Здоровяк (в эпизоде Adios, Bob)
- 1995 — Холостые мужчины и незамужние женщины[англ.] / Living Single — Престон Огаст (в эпизоде Legal Briefs)
- 1995, 1997 — Диагноз: убийство / Diagnosis: Murder — Джим Кеслер • Роджер Нельсон (в 2 эпизодах)
- 1995—1998 — Сайнфелд / Seinfeld — Джеки Чайлз[англ.][8] (в 5 эпизодах[англ.])
- 1996 — Вавилон-5 / Babylon 5 — Билл Трейнор (в эпизоде Severed Dreams)
- 1996—1997 — Мелроуз-Плейс / Melrose Place — Уолтер (в 7 эпизодах[англ.])
- 1996—1997 — Мартин[англ.] / Martin — Стерлинг Суитс • Джим Бозак (в 2 эпизодах[англ.])
- 1996—1997 — Звёздный путь: Глубокий космос 9 / Star Trek: Deep Space Nine — Ремата'Клан • Топок (в 2 эпизодах)
- 1997 — Братья Уэйэнсы[англ.] / The Wayans Bros. — Паркер (в эпизоде Movin' on Up[англ.])
- 1997 — Шоу Джейми Фокса[англ.] / The Jamie Foxx Show — Рон (в эпизоде Little Red Corvette)
- 1997 — Тусоваться с мистером Купером[англ.] / Hangin' with Mr. Cooper — мистер Спиви (в эпизоде The Spa)
- 1997 — В доме[англ.] / In the House — доктор Голдуайр (в 4 эпизодах[англ.])
- 1997, 2005 — Военно-юридическая служба / JAG — капитан Макс Энглер • капитан Кунан (в 2 эпизодах[англ.])
- 1998—1999 — Лодка любви: Новая волна[англ.] / Love Boat: The Next Wave — старший стюарт Уилл Сандерс (в 24 эпизодах)
- 1999 — Мойша[англ.] / Moesha — Джо Скотт (в 2 эпизодах)
- 1999 — Беверли-Хиллз, 90210 / Beverly Hills, 90210 — детектив Хейз (в эпизоде The Phantom Menace)
- 1999 — Звёздный путь: Вояджер / Star Trek: Voyager — лейтенант Джон Келли (в эпизоде One Small Step)
- 2000 — Время не ждёт / Any Day Now — Брайан Хармон (в эпизоде Life)
- 2001 — Семь дней / Seven Days — полковник Бикмен (в эпизоде The Final Countdown[англ.])
- 2001 — Подруги / Girlfriends — доктор Клэй Спенсер (в 4 эпизодах[англ.])
- 2004 — Непослушные родители[англ.] / Still Standing — доктор Холден (в эпизоде Still Going First)
- 2004 — Пятерняшки[англ.] / Quintuplets — Марк (в эпизоде Where Are They Now?)
- 2005 — Всё о нас[англ.] / All of Us — Эрик Кэлхун (в эпизоде Not So Wonderful News[англ.])
- 2005 — Уилл и Грейс / Will & Grace — доктор Норман (в эпизоде The Blonde Leading the Blind[англ.])
- 2006 — Морская полиция: Спецотдел / NCIS — капитан Пол Мартино (в эпизоде Deception)
- 2006—2010 — Тайны Смолвиля / Smallville — Джон Джонс (в 11 эпизодах)
- 2007 — C.S.I.: Место преступления Майами / CSI: Miami — Питер Эшфорд (в эпизоде Rush)
- 2008—2009 — Терминатор: Битва за будущее / Terminator: The Sarah Connor Chronicles — Майлз Дайсон[англ.] (в 3 эпизодах)
- 2011 — Красотки в Кливленде / Hot in Cleveland — Лу (в эпизоде One Thing or a Mother)
- 2011—2013 — Танцевальная лихорадка! / Shake It Up — доктор Кёртис Блю (в 5 эпизодах)
- 2014—2016 — Папочка / Baby Daddy — маршал Доббс (в 3 эпизодах)
- 2015 — Истории Райли / Girl Meets World — агент ЛаШанс (в эпизоде Girl Meets Semi-Formal[англ.])
- 2015—2016 — Кирби Бакетс[англ.] / Kirby Buckets — Боб Брухов (в 2 эпизодах[англ.])
- 2016 — Черноватый / Black-ish — Фрэнк Дакворт (в эпизоде Johnson & Johnson)
- 2016 — Настоящий гений / Pure Genius — сержант Райан (в эпизоде You Must Remember This; в титрах не указан)
- 2016 — Более полный дом / Fuller House — Дейв (в эпизоде Glazed and Confused[англ.])
- 2017 — Бессильные / Powerless — учёный STAR (в эпизоде No Consequence Day)
- 2017 — Морская полиция: Лос-Анджелес / NCIS: Los Angeles — Колтон Лич (в эпизоде Fool Me Twice)
- 2018 — Детство Шелдона / Young Sheldon — Уан (в эпизоде Demons, Sunday School, and Prime Numbers)
- 2018 — 9J, 9K и 9L / 9JKL — доктор Старнс (в эпизоде Fridays with Harry)
- 2018 — Энджи Трайбека[англ.] / Angie Tribeca — Сэмюэль Хагар (в эпизоде Heading to the Legal Beagle)
- 2019—2023 — Роковой патруль / Doom Patrol — Сайлас Стоун (в 19 эпизодах)
- 2020 — Благослови этот бардак / Bless This Mess — Поп-Поп (в эпизоде Calm Down)
- 2021 — Дамы шутят по-чёрному[англ.] / A Black Lady Sketch Show — дядюшка Уэнделл (в выпуске Way to Ruin the Party, Soya!)
- 2022 — Соседство / The Neighborhood — Терренс (в эпизоде Welcome to the Feud)
- 2022 — Босх: Наследие / Bosch: Legacy — Джон Крейтон (в 8 эпизодах)

### Озвучивание фильмов, мультфильмов и мультсериалов
- 1999—2001 — ? / The PJs — Таргуд Орентал Стаббс (в 17 эпизодах)
- 2000—2001 — Люди в чёрном / Men in Black —второстепенные персонажи (в 4 эпизодах)
- 2001 — Атлантида: Затерянный мир / Atlantis: The Lost Empire — доктор «Миляга»
- 2002 — ? / Teamo Supremo — сыновья братьев Флэндж (в эпизоде Happy Holidays Mr. Gruff / The Grandfather Show)
- 2002—2003 — Лига справедливости / Justice League — Вандал Сэвидж • второстепенные персонажи (в 7 эпизодах)
- 2003 — Большой красный пёс Клиффорд[англ.] / Clifford the Big Red Dog — Уилсон, помощник шерифа (в эпизоде Food for Thought / Friends Forever)
- 2003 — Атлантида: Возвращение Майло / Atlantis: Milo's Return — «Миляга»
- 2003 — Статический шок / Static Shock — Джонатан Вэйл • папаша Шенайс (в 2 эпизодах[англ.])
- 2003—2006 — Дэнни-призрак / Danny Phantom — Дэмон Грей • наблюдатель (в 5 эпизодах)
- 2003—2007 — Ким Пять-с-плюсом / Kim Possible — более десятка второстепенных персонажей (в 7 эпизодах)
- 2005 — Дэйв-варвар / Dave the Barbarian — судья • Терренс Уинки (в эпизоде Lederhosen of Doom / Floral Derangement)
- 2006 — Лунатики / Loonatics Unleashed — второстепенные персонажи (в 3 эпизодах)
- 2006—2007 Американский дракон: Джейк Лонг / American Dragon: Jake Long — полковник Хэнк Картер (в 2 эпизодах)
- 2007 — Суперпёс / Underdog — немецкая овчарка Покалечить
- 2007—2008 — Легион супергероев[англ.] / Legion of Super Heroes — Имперекс[англ.] • кандорианец[англ.] (в 7 эпизодах)
- 2008 — Лига Справедливости: Новый барьер / Justice League: The New Frontier — Кинг Фарадей[англ.], секретный агент
- 2008 — Рога и копыта. Возвращение / Back at the Barnyard — ребёнок Бесси (в эпизоде Home Sweet Hole / Otis' Mom)
- 2008 — Росомаха и Люди Икс / Wolverine and the X-Men — Рэнди (в эпизоде Hindsight: Part 1)
- 2008 — Космос: Территория смерти / Dead Space: Downfall — Хансен • Гленн
- 2008—2010 — Семейство Сатурдей / The Secret Saturdays — доктор Сатурдей • шесть персонажей (в 31 эпизоде[англ.])
- 2009 — Бэтмен: Отважный и смелый / Batman: The Brave and the Bold — Иона Хекс • Лис (в 2 эпизодах)
- 2010 — Чёрная Пантера[англ.] / Black Panther — пять персонажей (в 5 эпизодах)
- 2010 — Финес и Ферб / Phineas and Ferb — второстепенные персонажи (в эпизоде We Call It Maze / Ladies and Gentlemen, Meet Max Modem!)
- 2012 — Лига Справедливости: Гибель / Justice League: Doom — Вандал Сэвидж
- 2012—2013 — Зелёный Фонарь / Green Lantern — Святой Уолкер[англ.] (в 4 эпизодах)
- 2012—2013 — Великий Человек-паук / Ultimate Spider-Man — три персонажа (в 2 эпизодах)
- 2013 — София Прекрасная / Sofia the First — доска (в эпизоде The Floating Palace[англ.])
- 2014 — Гетто / The Boondocks — второстепенные персонажи (в 2 эпизодах)
- 2015 — Lego Супергерои DC: Лига Справедливости против Лиги Бизарро / Lego DC Comics Super Heroes: Justice League vs. Bizarro League — Зелёная Стрела • Человек-ястреб[англ.]
- 2015 — Lego Скуби-Ду: Время Рыцаря Террора[англ.] / Lego Scooby-Doo! Knight Time Terror — Адам • охотник за сокровищами
- 2016 — Lego Супергерои DC: Лига Справедливости — Космическая битва / Lego DC Comics Super Heroes: Justice League – Cosmic Clash — Вандал Сэвидж
- 2016 — Супергерои[англ.] / Bling — второстепенные персонажи
- 2016 — Скуби-Ду! и проклятье демона скорости / Scooby-Doo! and WWE: Curse of the Speed Demon — Уолтер Куолс
- 2016 — Офицер Доун[англ.] / Officer Downe — мастер дзен[англ.] Вспышка
- 2016—2017 — Будь классным, Скуби-Ду! / Be Cool, Scooby-Doo! — шесть персонажей (в 3 эпизодах)
- 2017 — Всё, что я хочу на Рождество — это ты[англ.] / All I Want for Christmas Is You — Бад
- 2017 — Путеводная звезда / The Star — Бальтазар, волхв • мельник
- 2018 — Юные титаны, вперёд! / Teen Titans Go! To the Movies — ведущий церемонии на «красной дорожке» • машина Судного дня
- 2018 — Храбрейшие воины[англ.] / Bravest Warriors — Джордж (в 5 эпизодах)
- 2018—2022 — Ручей Крейга / Craig of the Creek — четыре персонажа (в 9 эпизодах[англ.])
- 2019—2020 — Любопытный Джордж[англ.] / Curious George — два персонажа (в 2 эпизодах)
- 2019—2023 — Приключения в Одиссее[англ.] / Adventures in Odyssey — Джозеф Кэлхун (в 6 эпизодах)
- 2020 — Супермен. Красный сын / Superman: Red Son — Джеймс Олсен
- 2022 — Юная Лига Справедливости / Young Justice — Дру-Зод • Лор-Зод • Благородный Дэвис (в 8 эпизодах[англ.])
- 2023 — Отвязные дворняги / Strays — Бабси

### Озвучивание компьютерных игр
- 2001 — Atlantis: The Lost Empire – Trial by Fire[англ.] — доктор Джошуа «Сильный Медведь» «Миляга»
- 2001 — Command & Conquer: Yuri’s Revenge — второстепенные персонажи
- 2003 — Command & Conquer: Generals — второстепенные персонажи
- 2003 — Freelancer — второстепенные персонажи
- 2003 — Tomb Raider: The Angel of Darkness — второстепенные персонажи
- 2004 — Law & Order: Justice Is Served[англ.] — Тони Джефферсон • Омар Талиб
- 2004 — Tom Clancy’s Ghost Recon 2 — второй пилот • ведущий новостей • инструктор-тренер
- 2005 — Danny Phantom: The Ultimate Enemy[англ.] — наблюдатель
- 2005 — Ratchet: Deadlocked[англ.] — реактор • Мерк • капитан Звёздный Щит
- 2005 — True Crime: New York City — президент Линкольн
- 2006 — Reservoir Dogs — второстепенные персонажи
- 2006 — Saints Row — голос по радио
- 2006 — Destroy All Humans! 2[англ.] — Гастро • хиппи из Бэй-Сити
- 2006 — The Sopranos: Road to Respect[англ.] — второстепенные персонажи
- 2007 — Command & Conquer 3: Tiberium Wars — второстепенные персонажи
- 2007 — Spider-Man 3 — второстепенные персонажи
- 2008 — Destroy All Humans! Big Willy Unleashed[англ.] — Бласто
- 2008 — Kung Fu Panda — Огромная Горилла
- 2008 — Saints Row 2 — второстепенные персонажи
- 2008 — Destroy All Humans! Path of the Furon[англ.] — Ролло • вышибала в Саннивуде
- 2009 — FusionFall[англ.] — доктор Сатурдей
- 2009 — Red Faction: Guerrilla — второстепенные персонажи
- 2009 — The Secret Saturdays: Beasts of the 5th Sun[англ.] — доктор Сатурдей
- 2010 — Command & Conquer 4: Tiberian Twilight — второстепенные персонажи
- 2011 — Saints Row: The Third — второстепенные персонажи
- 2013 — Saints Row IV — мистер Солнечный Свет • голоса виртуального Стилпорта
- 2018 — Spider-Man — доктор Морган Майклс • второстепенные персонажи
- 2019 — Days Gone — капитан Деррик Коури • второстепенные персонажи
- 2020 — Star Wars: Squadrons — Линдон Джейвс
- 2022 — Star Wars: The Old Republic — Legacy of the Sith — Джекиа Ордо
- 2022 — Destroy All Humans! 2: Reprobed[англ.] — второстепенные персонажи

дубляж в англоязычной локализации
- 2009 — Undead Knights[англ.] — рыцарь-капитан Джерард
- 2013 — Lightning Returns: Final Fantasy XIII — второстепенные персонажи